# 4689 Donn
4689 Donn è un asteroide della fascia principale. Scoperto nel 1980, presenta un'orbita caratterizzata da un semiasse maggiore pari a 2,2864444 UA e da un'eccentricità di 0,0727518, inclinata di 5,16199° rispetto all'eclittica.